# Svein Oddvar Moen
Svein Oddvar Moen (Haugesund, 22 de janeiro de 1979) é um árbitro de futebol Norueguês. Ele começou na arbitragem em 1995, e fez sua estréia na Premier League norueguesa em 2003.
Em 2011 ele foi selecionado para o mundial sub-17 no México, onde ele foi o árbitro da final.